# Vicente Antonio Martínez-Pujalte López
Vicente Martínez-Pujalte López (Múrcia, 11 de gener de 1956) és un polític valencià d'origen murcià, diputat al Congrés dels Diputats des de la V Legislatura.

## Biografia
Llicenciat en Ciències Econòmiques, és tècnic de la Cambra Oficial de Comerç, Indústria i Navegació de València. Ha estat professor d'econòmiques de la Universitat de València. Ha estat membre del Comitè Executiu Provincial de PP de València i del regional del País Valencià. En el camp empresarial, ha estat administrador de Omarest S.A, societat valenciana, i vicepresident de la UE Llevant.
Diputat per la província de València del PP a les eleccions generals espanyoles de 1993, en la qual va ser donat d'alta el 28 de juny de 1996, en substitució de José Manuel García-Margallo y Marfil, va repetir a les eleccions generals espanyoles de 1996, 2000, 2004. A les eleccions de 2008 fou elegit diputat per Múrcia. És germà del diputat per UCD en la legislatura constituent, Jesús Roque Martínez-Pujalte.
Va ser el primer diputat a ser expulsat del Congrés dels Diputats, després d'haver estat cridat a l'ordre en tres ocasions. Des de 1976 fins a l'any 2006, ningú havia estat expulsat de la cambra baixa. En 2015, segons el diari El País, Pujalte hauria cobrat 75.000 € de manera irregular de l'empresa constructora Grup Collosa a través de la seva pròpia, en el marc d'un cas de corrupció en Castella i Lleó destapat i investigat per l'Agència Tributària.